# Tereza Smitková
Tereza Smitková (nació el 10 de octubre de 1994 en la ciudad de Hradec Králové) es una jugadora de tenis checa.
Smitková ha ganado cuatro singles y cinco títulos de dobles en el ITF Tour en su carrera. El 6 de abril de 2015, alcanzó su mejor ranking el número 57. El 19 de mayo de 2014, alcanzó el puesto número 184 del mundo en el ranking de dobles.
En junio de 2013, hizo su Smitková WTA Tour debut cuadro principal en el Nürnberger Versicherungscup. Después de venir a través de las tres rondas de clasificación, que perdió a Julia Cohen en una ronda. Un año más tarde, llegó a la tercera ronda de clasificación en el 2014 del Abierto de Francia , derrotando 17a semilla Victoria Duval en la primera ronda, y el ex top-20 reproductor de Anabel Medina Garrigues en el segundo. Ella perdió en la tercera y última ronda de clasificarse a la quinta semilla Danka Kovinic . En el torneo de calificación para Wimbledon en junio de 2014, Smitková volvió a alcanzar la tercera ronda, esta vez derrotando a Madison Brengle en tres sets para sellar su doncella Grand Slam principal aspecto sorteo.

## Títulos

### WTA 125s

#### Individual (1)
| N.º | Fecha                  | Torneo  | Superficie | Oponentes           | Resultado   |
| --- | ---------------------- | ------- | ---------- | ------------------- | ----------- |
| 1.  | 9 de noviembre de 2014 | Limoges | Dura       | Kristina Mladenovic | 7-6(4), 7-5 |

### ITF

#### Individual
| Torneos de $100,000 |
| Torneos de $75,000  |
| Torneos de $50,000  |
| Torneos de $25,000  |
| Torneos de $15,000  |
| Torneos de $10,000  |

| Resultado   | N.º | Fecha                 | Torneo                        | Superficie | Oponentes          | Resultado          |
| ----------- | --- | --------------------- | ----------------------------- | ---------- | ------------------ | ------------------ |
| Subcampeona | 1.  | 1 de agosto de 2011   | Ilawa, Polonia                | Arcilla    | Ulrica Eikeri      | 3-6, 2-6           |
| Campeona    | 1.  | 16 de enero de 2012   | Stuttgart-Stammheim, Alemania | Dura (i)   | Maryna Zanevska    | 6-4, 7-6(7-4)      |
| Subcampeona | 2.  | 13 de febrero de 2012 | Leimen, Alemania              | Dura (i)   | Melanie Klaffner   | 6-2, 6-7(5-7), 1-6 |
| Campeona    | 2.  | 12 de marzo de 2012   | Bath, Reino Unido             | Dura (i)   | Katarzyna Piter    | 4-6, 6-2, 6-1      |
| Campeona    | 3.  | 9 de abril de 2012    | Hvar, Croacia                 | Arcilla    | Karla Popović      | 2-6, 6-2, 6-4      |
| Campeona    | 4.  | 14 de abril de 2014   | Qarshi, Uzbekistán            | Dura       | Nigina Abduraimova | 6-3, 4-6, 7-6(7-4) |